# Josef Trousílek
Josef Trousílek, född 16 mars 1918 i Prag, död 10 oktober 1990 i Prag, var en tjeckoslovakisk ishockeyspelare.
Han blev olympisk silvermedaljör i ishockey vid vinterspelen 1948 i Sankt Moritz.